# Konkōkyō
Konkokyo (金光 教) es una enseñanza de vida y una práctica de fe impartida por Konko Daijin (1814-1883), en Japón, hace 150 años. También es una institución religiosa japonesa que tiene raíces en el sintoísmo. Fue fundada en 1859 en la ciudad de Konko, Prefectura de Okayama, Japón. Los sucesores de Konko Daijin, Kyoshu Sama (líder espiritual), han sido descendientes del fundador de Konkokyo. El actual Kyoshu Sama (líder espiritual), se llama Konko Heiki (1934), triunfando desde 1991, como el Quinto Konko Sama.

## ¿Qué significa Konkokyo?
Konkokyo en japonés significa 'enseñanza de la luz dorada' o en una traducción gratuita 'enseñanza de oro'. Es una enseñanza en la que las personas buscan, a través de la práctica de la fe, superar los desafíos de la vida y alcanzar el Wagakokoro, un corazón pacífico y alegre. 
Destaca la mejora de la vida humana en este mundo, las prácticas de gratitud a Kami (Dios), la armonía en la familia, no quejarse de la vida, escuchar las enseñanzas, ayudar a los demás y Toritsugi (asesoramiento para resolver los problemas de la vida).

## Historia de Konkokyo
Cuando el Fundador comenzó sus actividades alrededor de 1859, Japón todavía estaba en el período feudal, el período Edo (1603-1868), siendo los guerreros samurái la clase dominante. Japón se dividió en varios feudos gobernados por señores locales y daimyo. Los agricultores estaban sujetos a fuertes impuestos en forma de arroz. Japón también estaba siendo presionado para abrir sus puertas a otros países que vinieron con buques de guerra.
El shogunato Tokugawa prohibió el cristianismo en 1613 y sometió a otras religiones como el budismo, el sintoísmo y el confucianismo a una estricta regulación. Y el budismo se ha convertido en la religión dominante. Al mismo tiempo, las religiones basadas en el sintoísmo y las creencias populares del siglo VII de China estaban muy extendidas en la sociedad japonesa. El shogunato Tokugawa había separado a Japón del resto del mundo durante 250 años y mantuvo la paz nacional con pocos cambios sociales. La gente, por lo tanto, hizo todo de acuerdo con las tradiciones y costumbres.
Konko Daijin era un agricultor que adquirió tierras y construyó un nuevo hogar para su familia. Se las arregló para clasificarse entre los diez principales terratenientes en un pueblo de 130 familias. Sin embargo, incluso con una personalidad sincera, no escapó al sufrimiento. En ese momento, las supersticiones populares, las adivinaciones y las religiones populares predominaban en la cultura japonesa. La mayoría de estas creencias llegaron a Japón a través de China entre los siglos VII y XI, y que finalmente se convirtieron en creencias comunes.
Cuando tenía cuarenta y dos años, estaba postrado en cama con una enfermedad grave. Su enfermedad lo afectó tanto que sus médicos abandonaron cualquier esperanza de su recuperación. Pero debido a su fe y sinceridad, su grave enfermedad fue curada por Kami (Dios).

Después de su recuperación, Konko Daijin comenzó a practicar la fe con más dedicación de acuerdo con la voluntad de Kami (Dios):
Hay muchas personas como usted que tienen una fe sincera en Kami (Dios), pero aún tienen muchos problemas. Ayuda a estas personas haciendo Toritsugi (mediación espiritual). 
Alrededor de los 40 años, Konko Daijin transformó una parte de su hogar en un salón dedicado al servicio de Kami. Konko Daijin pasó el día haciendo mediación espiritual, escuchando los problemas y las solicitudes de las personas, siempre mirando a Kami en oración por una respuesta. Entonces, para guiarlos en la resolución de sus problemas, dando una nueva comprensión de la situación por la que estaban pasando.
A la edad de sesenta y nueve años, Konko Daijin falleció pacíficamente en su casa. Aunque guardó silencio, su fuerza espiritual continúa bendiciéndonos incluso después de su muerte.

## Sede Principal
La sede principal se encuentra en un pequeño pueblo llamado Konkocho en la prefectura de Okayama en Japón, es un sitio espiritual, administrativo y también histórico. Es el lugar donde Konko Daijin vivió y fundó la fe Konkokyo. El sitio cubre un área grande con edificios imponentes, institutos de capacitación e investigación, la tumba y una réplica de la casa del Fundador.

## Creencias
En el Konkokyo, cada cosa se ve como una profunda interrelación con otra. Dios no se ve como distante o viviendo en el cielo, sino presente en este mundo. El universo se percibe como el cuerpo de Dios Padre. El sufrimiento es causado por la indiferencia individual de las relaciones entre todas las cosas. Las creencias del Konkokyo se centran en el bienestar de la vida humana, que se consigue con la ayuda de la gratitud, la ayuda mutua y el rezo. De esta manera, cualquiera puede unir su corazón con Dios para convertirse en un Ikigami, un dios viviente. Se cree que, después de la muerte, todo vuelve a Dios. Los espíritus de los fallecidos no van al cielo ni al infierno, se quedan en este mundo, en unidad con Tenchi Kane No Kami.
Una de las creencias más significativas de esta religión es que los seguidores no están obligados a pagar deudas o a hacer donaciones.
Existen alrededor de 1700 iglesias de Konkokyo en Japón, y unos 450.000 miembros. Hay iglesias de Konkokyo en los Estados Unidos, Hawái, Canadá, Brasil, Paraguay y Corea del Sur, pero fuera de Japón la religión sólo tiene un número limitado de seguidores.